# Lorraine Toussaint
Pour les articles homonymes, voir Toussaint.
Lorraine Toussaint, née le 4 avril 1960 à Trinité (Trinité-et-Tobago), est une actrice américaine d'origine trinidadienne.

## Biographie
Lorraine Toussaint s'est installée à Brooklyn avec sa famille quand elle avait 10 ans. Elle a étudié l'art dramatique à la Juilliard School de New York. Elle est surtout connue pour son rôle du Capitaine Kate Perry dans la série télévisée Saving Grace. Elle se fait aussi connaître dans le film Esprits rebelles avec Michelle Pfeiffer.

## Filmographie

### Cinéma
- 1991 : Hudson Hawk, gentleman et cambrioleur de Michael Lehmann : Nuts Amande
- 1995 : Esprits rebelles de John N. Smith : Irene Roberts
- 1996 : If These Walls Could Talk de Cher et Nancy Savoca : Shameeka Webb
- 1998 : Jaded de Caryn Krooth : Carol Broker
- 2014 : Selma d'Ava DuVernay : Amelia Boynton Robinson
- 2015 : The Night Before de Jonathan Levine : Mme Roberts
- 2015 : Runaway Island de Dianne Houston : Naomi Holloway
- 2016 : Sophie and the Rising Sun de Maggie Greenwald : Salome Whitmore
- 2017 : Freak Show de Trudie Styler : Flossie
- 2017 : Coco de Lee Unkrich : Nichelle
- 2018 : Fast Color de Julia Hart : Bo
- 2018 : Sprinter de Storm Saulter : Donna
- 2019 : Scary Stories (Scary Stories to Tell in the Dark) d'André Øvredal : Lou Lou
- 2020 : The Glorias de Julie Taymor : Florynce Kennedy
- 2020 : Concrete Cowboy de Ricky Staub : Nessie
- 2023 : Nimona : Reine Valerin (voix)

### Télévision
- 1994 : Le Courage de l'amour
- 1996 : America's Dream de Paris Barclay, Bill Duke et Kevin Rodney Sullivan
- 1998-2002 : Any Day Now (en) : Rene Jackson (88 épisodes)
- 2002-2003 : Preuve à l'appui : Dr Elaine Duchamps
- 2005 : The Closer : L.A. enquêtes prioritaires : Adjoint du procureur Powell (Saison 1, épisodes 12 et 13)
- 2006-2007 : Ugly Betty : Yoga
- 2007-2010 : Saving Grace : le capitaine Kate Perry (44 épisodes)
- 2010-2011 : Friday Night Lights
- 2011-2012 : Grey's Anatomy : Dr Fincher, psychiatre (saison 8, épisode 20)
- 2012-2013 : Body of Proof : le capitaine Angela Martin (saison 3)
- 2012-2014 : Les Feux de l'amour : Dr Watkins (11 épisodes)
- 2013 : Scandal : Nancy Drake (1 épisode)
- 2013-2018 : The Fosters : Dana Adams (7 épisodes)
- 2014 : Orange Is the New Black : Vee Parker (12 épisodes)
- 2014-2015 : Forever : lieutenant Joanna Reece (21 épisodes)
- 2015-2017 : Rosewood : Donna Rosewood (44 épisodes)
- 2018-2020 : She-Ra et les princesses au pouvoir : Shadow Weaver (voix)
- 2018 : Grace et Frankie 2021 : Star Wars: Visions (voix)
- 2022 : The Equalizer : Viola « Tante Vi » Marsette (Aunt Vi en VO)

## Citation personnelle
« Les formes attirent la sympathie des gens qui ont les mêmes formes et ils apprécient que je ressemble à une femme normale. Je me soucie plus de la santé que de garder une taille particulière. »

## Distinctions

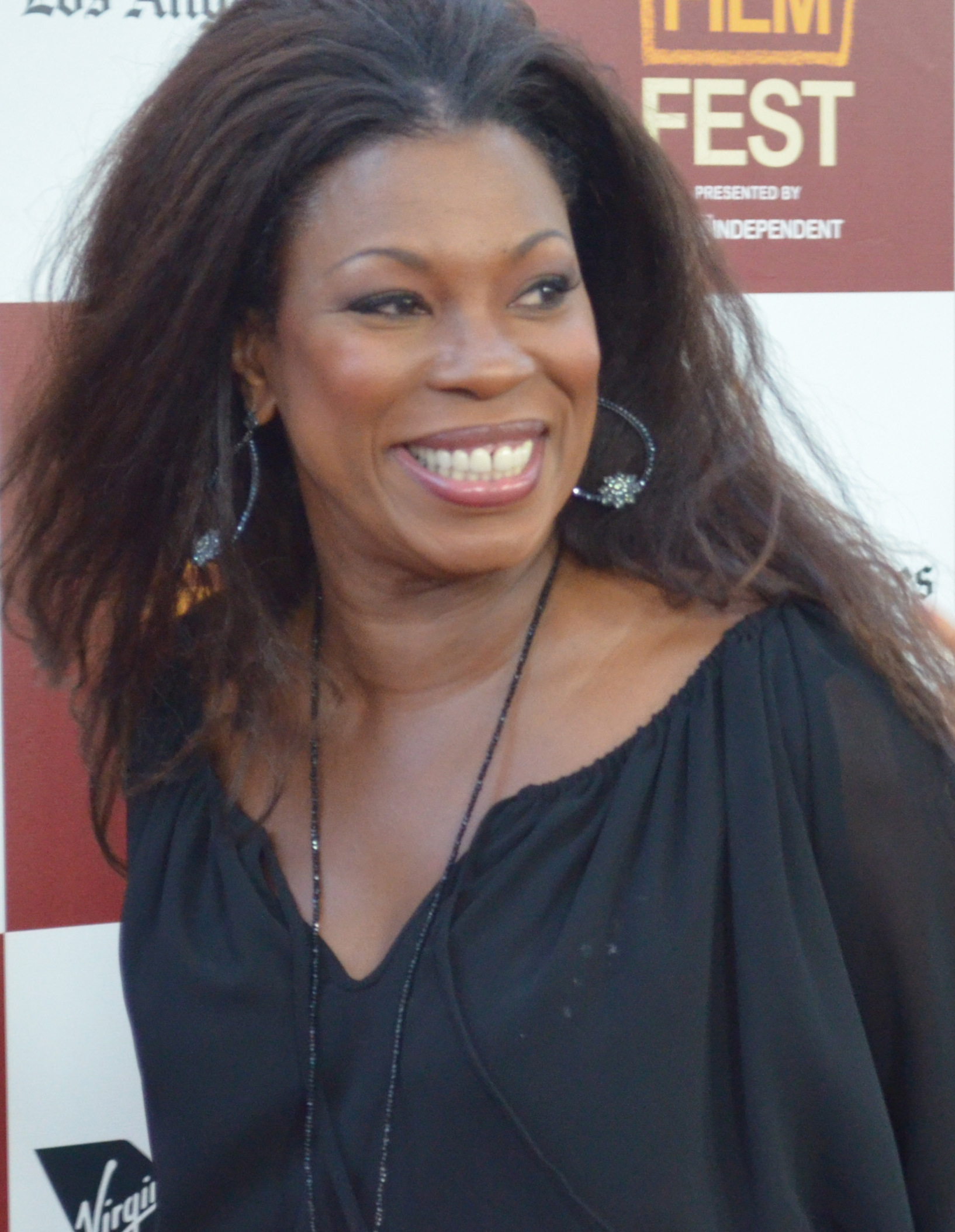
Lorraine Toussaint en 2012.

| Année | Cérémonie                                           | Catégorie                                                                      | Travail nommé           | Résultat   |
| ----- | --------------------------------------------------- | ------------------------------------------------------------------------------ | ----------------------- | ---------- |
| 1999  | NAACP Image Award                                   | Meilleure actrice dans une série dramatique                                    | Any Day Now             | Nomination |
| 1999  | TV Guide Award                                      | Meilleure actrice dans une série dramatique                                    | Any Day Now             | Nomination |
| 1999  | Viewers for Quality Television Award                | Viewers for Quality Television Award for Outstanding Actress in a Drama Series | Any Day Now             | Nomination |
| 2000  | National Bar Association Award                      | Wiley A. Branton Award                                                         | Any Day Now             | Lauréat    |
| 2000  | NAACP Image Award                                   | Meilleure actrice dans une série dramatique                                    | Any Day Now             | Nomination |
| 2001  | NAACP Image Award                                   | Meilleure actrice dans une série dramatique                                    | Any Day Now             | Nomination |
| 2002  | NAACP Image Award                                   | Meilleure actrice dans une série dramatique                                    | Any Day Now             | Nomination |
| 2003  | NAACP Image Award                                   | Meilleure actrice dans une série dramatique                                    | Any Day Now             | Nomination |
| 2008  | LA Femme Filmmaker Award                            | Visionary Award                                                                |                         | Lauréat    |
| 2013  | Film Independent Spirit Awards                      | Meilleur second rôle féminin                                                   | Middle of Nowhere       | Nomination |
| 2013  | Black Reel Award                                    | Meilleur second rôle féminin                                                   | Middle of Nowhere       | Nomination |
| 2013  | Black Reel Award                                    | Meilleur ensemble                                                              | Middle of Nowhere       | Nomination |
| 2014  | NewNowNext Award                                    | Meilleure nouvelle actrice de télévision                                       | Orange Is the New Black | Nomination |
| 2014  | Washington D.C. Area Film Critics Association Award | Meilleur casting                                                               | Selma                   | Nomination |
| 2014  | Black Film Critics Circle Award                     | Meilleur Casting                                                               | Selma                   | Lauréat    |
| 2015  | Critics' Choice Movie Award                         | Meilleure distribution                                                         | Selma                   | Nomination |
| 2015  | NAACP Image Award                                   | meilleure actrice dans un second rôle dans une série télévisée dramatique      | Orange is the New Black | Nomination |
| 2015  | Screen Actors Guild Award                           | meilleure distribution pour une série télévisée comique                        | Orange is the New Black | Lauréat    |
| 2015  | Essence Black Women in Hollywood Award              | Vanguard Award                                                                 | Orange is the New Black | Lauréat    |
| 2015  | Black Reel Award                                    | meilleure distribution                                                         | Selma                   | Lauréat    |
| 2015  | Critics' Choice Television Award                    | meilleure actrice dans un second rôle dans une série télévisée dramatique      | Orange is the New Black | Lauréat    |
| 2015  | EWwy Awards                                         | Meilleure actrice dans une série dramatique                                    | Orange is the New Black | Nomination |